# MVA-B
MVA-B, eller Modifierat Vaccin Ankara B, är ett specialiserat vaccin skapat för att ge immunitet mot infektion av HIV. Det utvecklades av ett team spanska forskare hos Spanish National Research Council nationella bioteknikcenter under ledning av Dr. Mariano Esteban. Vaccinet är baserat på det Modifierade Vaccin Ankara (MVA) viruset som användes under 1970-talet för att hjälpa till att utrota smittkoppor. "B" i namnet "refererar till HIV-B, det vanligaste HIV subtypen i Europa". Det har fastslagits av Dr. Esteban att, i framtiden, kan vaccinet potentiellt reducera virulensen av HIV till en "mindre kronisk infektion liknande herpes".
Studien visade att 22 av 24 friska testpersoner utvecklade någon form av immunitet mot HIV-viruset, och 75 procent utvecklade antikroppar. Nästa steg är att prova vaccinet på människor med HIV för att se om det fungerar "terapeutiskt", vilket reducerar virusförekomsten.